# Strakhovite
La strakhovite è un minerale.